# Piptochaetium montevidense
Piptochaetium montevidense är en gräsart som först beskrevs av Spreng., och fick sitt nu gällande namn av Parodi. Piptochaetium montevidense ingår i släktet Piptochaetium och familjen gräs. Inga underarter finns listade i Catalogue of Life.